# Letharia vulpina
Letharia vulpina — вид лишайників родини пармелієвих (Parmeliaceae).

## Назва
Біноміальна назва Letharia vulpina перекладається як Летарія лисяча, оскільки його колись використовували як отруту для вовків і лисиць. Лишайник закладали в тушки дрібних тварин, а коли хижаки їх поїдали, то гинули. Причиною отруйності є наявність вульпінової кислоти, яка діє на центральну нервову систему. Лишайник отруйний не тільки для хижих хребетних, але і для комах та молюсків. Цікаво, що на травоїдних ссавців і гризунів токсин цього лишайника не діє.

## Поширення
Вид поширений у горах Європи (Альпи, Скандинавія, Кримські гори, Кавказ) та Північної Америки (Скелясті гори).

## Екологія
Епіфітний лишайник. Виростає на стовбурах і гілках дерев хвойних порід, рідше на гнилій деревині, в гірських лісах і на висоті 1500—2500 м над рівнем моря. Розмножується переважно вегетативно.